# Arsienij Karawajew
Arsienij Wasiljewicz Karawajew (ros. Арсений Васильевич Караваев, ur. 28 marca 1903, zm. 2 kwietnia 1970) – radziecki działacz partyjny i państwowy.

## Życiorys
W latach 1919–1921 był przewodniczącym rady wiejskiej w Wotskim Obwodzie Autonomicznym, 1921 i 1923-1925 słuchaczem Wotskiej Obwodowej Szkoły Budownictwa Radzieckiego i Partyjnego, a 1921-1923 sekretarzem gminnego komitetu Komsomołu. W 1925 był instruktorem Głazowskiego Powiatowego Komitetu Komsomołu, 1925-1926 służył w Armii Czerwonej, 1926-1927 był propagandzistą Możgińskiego Powiatowego Komitetu WKP(b), a 1929-1931 kierownikiem Wotskiej Obwodowej Szkoły Budownictwa Radzieckiego i Partyjnego. W latach 1927–1929 studiował na Kazańskim Uniwersytecie Komunistycznym, 1931-1932 był zastępcą kierownika Wydziału Kulturalno-Propagandowego Wotskiego/Udmurckiego Obwodowego Komitetu WKP(b), 1932-1939 był sekretarzem kilku rejonowych komitetów WKP(b) w Udmurckim Obwodzie Autonomicznym/Udmurckiej ASRR, a 1939 sekretarzem Komitetu Miejskiego WKP(b) w Sarapule. Od 1939 do marca 1940 kierował Wydziałem Organizacyjno-Instruktorskim Udmurckiego Komitetu Obwodowego WKP(b), od marca 1940 do sierpnia 1952 był II sekretarzem Udmurckiego Komitetu Obwodowego WKP(b), od kwietnia do 19 sierpnia 1952 przewodniczącym Rady Najwyższej Udmurckiej ASRR, a od 19 sierpnia 1952 do 12 marca 1959 przewodniczącym Prezydium Rady Najwyższej Udmurckiej ASRR.

## Odznaczenia
- Order Lenina (dwukrotnie)
- Order Czerwonego Sztandaru Pracy (dwukrotnie)
- Order Wojny Ojczyźnianej I klasy
- Order „Znak Honoru”